# Laurent Mailhot
Pour les articles homonymes, voir Mailhot.
Laurent Mailhot né le 22 septembre 1931 et mort le 4 janvier 2021 est un professeur, critique, essayiste et historien de la littérature québécoise et de la littérature française.

## Biographie
Né à Saint-Alexis le 22 septembre 1931, Laurent Mailhot étudie au Séminaire de Joliette et il est diplômé de l’Université de Montréal (maîtrise, 1957) et de l’Université de Grenoble (doctorat, 1972). Il est professeur émérite de l’Université de Montréal où il a commencé à enseigner en 1963. De 1979 à 1988, il y a dirigé la revue Études françaises,. Il meurt à 89 ans, le 4 janvier 2021, à Trois-Rivières.
Après un mémoire de maîtrise sur « L’influence d’Homère, d’Aristote et de Virgile sur la poétique de Racine illustrée dans Phèdre » et une thèse sur Albert Camus, publiée en 1973, Laurent Mailhot consacre l’essentiel à ses travaux de recherche à la littérature québécoise. Il en rédige l’histoire littéraire, d’abord en 1974, puis en 1997, et il s’intéresse à plusieurs genres : poésie, théâtre, monologue, essai. Il est l’auteur d’ouvrages critiques et de nombreuses anthologies.

### Livres

#### Études
- Le théâtre québécois. Introduction à dix dramaturges contemporains, Montréal, Hurtubise HMH, 1970. (Avec Jean-Cléo Godin) Réédition : 1973.
- Albert Camus ou l’imagination du désert, Montréal, Presses de l’Université de Montréal, 1973, xii/465 p. Préface de Roger Quilliot.  (ISBN 0840502141)
- La littérature québécoise, Paris, Presses universitaires de France, coll. « Que sais-je ?», no 1579, 1974, 127 p. Deuxième édition revue : 1975.
- Le réel, le réalisme et la littérature québécoise, Montréal, La Librairie de l’Université de Montréal, 1974, 185 p. (Avec André Brochu et Albert Le Grand)
- Théâtre québécois II. Nouveaux auteurs, autres spectacles, Montréal, Hurtubise HMH, 1980, 247 p. (Avec Jean-Cléo Godin)  (ISBN 2-89045-208-5)
- Guide culturel du Québec, sous la direction de Lise Gauvin et Laurent Mailhot, Montréal, Boréal Express, 1982, 533 p. Ill.  (ISBN 2-89052-044-7)
- Répertoire pratique de littérature et de culture québécoises, Québec, ministère des Affaires intergouvernementales, 1981, 63 p. (Avec Émile Bessette et Réginald Hamel) Réédition : Montréal, Fédération internationale des professeurs de français, 1982, 63 p.  (ISBN 2-901106-02-1)
- Le Conseil des arts du Canada 1957-1982, Montréal, Leméac, 1982, 400 p. Ill. (Avec Benoît Melançon)  (ISBN 2-7609-8818-X)
- Ouvrir le livre, Montréal, L’Hexagone, coll. « Essais littéraires », no 14, 1992, 351 p.  (ISBN 2-89006-444-1)
- La littérature québécoise depuis ses origines, Montréal, Typo, coll. « Typo », no 121, 1997, 445 p.  (ISBN 2-89295-129-1)
- Plaisirs de la prose, Montréal, Presses de l’Université de Montréal, coll. « Prix de la revue Études françaises », 2005, 296 p.  (ISBN 2-7606-1987-7)
- André Brochu, écrivain, sous la dir. de Micheline Cambron et Laurent Mailhot, Montréal, Hurtubise HMH, coll. « Cahiers du Québec. Littérature », 2006, 223 p.  (ISBN 2-89428-886-7)

#### Anthologies
- Anthologie d'Arthur Buies, Montréal, Hurtubise HMH, coll. « Cahiers du Québec. Textes et documents littéraires », no  37, 1978, 250 p.  (ISBN 0-7758-0150-X) Réédition : Montréal, Bibliothèque québécoise, 1995, 391 p.
- Monologues québécois : 1890-1980, Montréal, Leméac, 1980, 420 p. (Avec Doris-Michel Montpetit)  (ISBN 2-7609-9023-0)
- Le Québec en textes 1940-1980, sous la direction de Gérard Boismenu, Laurent Mailhot et Jacques Rouillard, Montréal, Boréal Express, 1980, 574 p. Ill.  (ISBN 2-89052-017-X) Réédition sous le titre Le Québec en textes. Anthologie 1940-1986, Montréal, Boréal, 1986 (nouvelle édition revue et mise à jour), 622 p.  (ISBN 2-89052-165-6)
- La poésie québécoise des origines à nos jours. Anthologie, Québec et Montréal, Presses de l’Université du Québec et L’Hexagone, 1980, 714 p. Ill. (Avec Pierre Nepveu)  (ISBN 2-7605-0284-8) Rééditions : Montréal, L’Hexagone, coll. « Typo », no 7, 1986, 642 p.  (ISBN 2-89295-006-6); Montréal, Typo, 2007, 754 p.  (ISBN 978-2-89295-224-7)
- Essais québécois 1837-1983. Anthologie littéraire, Montréal, Hurtubise HMH, coll. « Cahiers du Québec. Textes et documents littéraires », no 79, 1984, 658 p. (Avec la collaboration de Benoît Melançon)  (ISBN 2-89045-631-5)
- L’essai québécois depuis 1845. Étude et anthologie, Montréal, Hurtubise HMH, coll. « Cahiers du Québec. Littérature », no 144, 2005, 357 p.  (ISBN 2-89428-805-0)

### Présentations d’ouvrages
- Gélinas, Gratien, Les Fridolinades 1945 et 1946, Montréal, Quinze, 1980, 265 p. Ill. Présentation par Laurent Mailhot.  (ISBN 2-89026-258-8)
- Gélinas, Gratien, Tit-coq, Montréal, Quinze, coll. « Présence », 1980, 233 p.  (ISBN 2890262200)
- Gélinas, Gratien, Les Fridolinades 1943 et 1944, Montréal, Quinze, 1981, 345 p. Ill. Présentation par Laurent Mailhot.  (ISBN 2-89026-268-5)
- Thériault, Yves, L'Appelante, Montréal, Bibliothèque québécoise, coll. « BQ », 1989, 132 p.  (ISBN 2894060386)
- Thériault, Yves, Aaron, Montréal, Typo, coll. « Typo », no 111, 1995, 184 p.  (ISBN 2892951216)
- Thériault, Yves, Contes pour un homme seul, Éditions du dernier havre, 2008, xxxiii/173 p. Ill. Préface de Laurent Mailhot. Illustrations de Frédéric Côté.  (ISBN 978-2-89598-014-8)

### Articles et chapitres de livres (sélection)
- « Classiques canadiens, 1760-1960 », Études françaises, vol. 13, no 3-4, octobre 1977, p. 263-268.  (ISSN 0014-2085)  (ISBN 0 8405 0378 4)
- « Aux frontières (à l’horizon) de l’essai québécois », La Nouvelle Barre du jour, no  63, février 1978, p. 69-86.
- « La poésie québécoise jusqu’en 1945 (Tableau général de l’édition) », dans The Association for Canadian and Quebec Literatures Inc. / L’Association des littératures canadiennes et québécoise inc., Situation de l’édition et de la recherche (littérature québécoise ou canadienne-française). Travaux du comité de recherche francophone de l’ALCQ recueillis et présentés par René Dionne, Ottawa, coll. « Documents de travail du Centre de recherche en civilisation canadienne-française », no 18, mai 1978, p. 97-99.
- « Le théâtre québécois jusqu’en 1945 (Notes sur l’état de l’édition et de la recherche) », dans The Association for Canadian and Quebec Literatures Inc. / L’Association des littératures canadiennes et québécoise inc., Situation de l’édition et de la recherche (littérature québécoise ou canadienne-française). Travaux du comité de recherche francophone de l’ALCQ recueillis et présentés par René Dionne, Ottawa, coll. « Documents de travail du Centre de recherche en civilisation canadienne-française », no 18, mai 1978, p. 103-106.
- « Trente ans de théâtre », dans Jean Sarrazin et Claude Glayman, assistés de Micheline Jérôme (sous la dir. de), Dossier Québec, Paris, Stock, coll. « Livre-dossier Stock », no 3, 1979, p. 251-263.  (ISBN 0-88588-023-4)  (ISBN 2-234-01160-4)
- « Le roman québécois et ses langages », Stanford French Review, no 19, printemps-automne 1980, p. 147-170.
- « Quand les Français nous découvrent… », dans Jean Cléo Godin (sous la dir. de), Lectures européennes de la littérature québécoise. Actes du Colloque international de Montréal (1981), Montréal, Leméac, 1982, p. 259-273.  (ISBN 2-7609-8817-1)
- « Québec : langue française et littérature québécoise », dans Jean-Pierre de Beaumarchais, Daniel Couty et Alain Rey (sous la dir. de), Dictionnaire des littératures de langue française : P-Z, Paris, Bordas, 1984, tome 3, p. 1823-1830.  (ISBN 2-04-015335-7)
- « Essais (littéraires) au XIXe siècle », dans René Dionne (sous la dir. de), Le Québécois et sa littérature, Sherbrooke et Paris, Naaman et ACCT, 1984, p. 264-276.  (ISBN 2-89040-299-1)
- « Littérature, nation, État. Les enjeux idéologiques de l’Image et du Pouvoir », Questions de culture, no 10, 2e trimestre 1986, p. 55-73. (Avec Benoît Melançon)
- « André Belleau », Études françaises, vol. 22, no 3, hiver 1987, p. 3-5.
- « Première réception critique de la “Bibliothèque du Nouveau Monde” », Corpus, no 4, septembre 1988, p. 1-17.
- « Problèmes d’histoire littéraire du Québec ou La littérature comme critique de l’histoire », Paragraphes, no 1, 1989, p. 49-72.
- « Problèmes de périodisation en histoire littéraire du Québec », dans Clément Moisan (sous la dir. de), L’histoire littéraire. Théories, méthodes, pratiques, Sainte-Foy (Québec), Presses de l’Université Laval, 1989, p. 105-124.  (ISBN 2-7637-7189-0)
- « Volkswagen Blues, de Jacques Poulin, et autres “histoires américaines” du Québec », Œuvres et critiques, vol. 14, no 1, 1989, p. 19-28.
- « Liberté, ou l’action littéraire », dans Jacques Mathieu (sous la dir. de), Les dynamisme de la recherche au Québec, Sainte-Foy (Québec), Presses de l’Université Laval, coll. « CEFAN », 1991, p. 149-162.
- « Révolution ? Liberté et patrie à la naissance et à la maturité de la littérature québécoise », dans Sylvain Simard (sous la dir. de), La Révolution française au Canada français. Actes du colloque tenu à l’Université d’Ottawa du 15 au 17 novembre 1989, Ottawa, Presses de l’Université d’Ottawa, Actexpress, 1991, p. 339-359.  (ISBN 2-7603-0351-9)
- « Bibliographie sélective des biographies québécoises (jusqu’en 1980) », dans Caroline Bayard (sous la dir. de), 100 Years of Critical Solitudes. Canadian and Québécois Criticism from the 1880s to the 1980s, Toronto, ECW Press, 1992, p. 91-97. (Avec Benoît Melançon)
- « Jacques Ferron devant la poésie et les mythes du poète », Littératures, no 10, 1992, p. 33-54.  (ISSN 0838-1453)
- « Les écrits de la Nouvelle-France », dans Yannick Gasquy-Resch (sous la dir. de), Histoire littéraire de la francophonie. Littérature du Québec, Vanves, EDICEF, coll. « Universités francophones », 1994, p. 22-25.  (ISBN 2-84-129002-6)  (ISSN 0993-3948)
- « Du journalisme à l’essai », dans Yannick Gasquy-Resch (sous la dir. de), Histoire littéraire de la francophonie. Littérature du Québec, Vanves, EDICEF, coll. « Universités francophones », 1994, p. 26-30.  (ISBN 2-84-129002-6)  (ISSN 0993-3948)
- « La Révolution tranquille », dans Yannick Gasquy-Resch (sous la dir. de), Histoire littéraire de la francophonie. Littérature du Québec, Vanves, EDICEF, coll. « Universités francophones », 1994, p. 147-166.  (ISBN 2-84-129002-6)  (ISSN 0993-3948)
- « Le dernier Camus », dans Benoît Melançon et Pierre Popovic (sous la dir. de), Miscellanées en l’honneur de Gilles Marcotte, Montréal, Fides, 1995, p. 281-298.  (ISBN 2-7621-1849-2)
- « D’un nom et de quelques adjectifs : littérature québécoise, française, nationale, internationale », dans UNEQ (sous la dir. de), Développement et rayonnement de la littérature québécoise : un défi pour l’an 2000. Actes du colloque présenté par l’Union des écrivaines et écrivains québécois (UNEQ), les 11, 12 et 13 mai 1992 à l’Université de Montréal dans le cadre du 60e congrès de l’Association canadienne-française pour l’avancement des sciences (ACFAS), Québec, Nuit blanche, coll. « Littératures », no 4, 1996, p. 39-56.  (ISBN 2921053306)
- « La mémoire de la littérature », dans Aurélien Boivin, Gilles Dorion et Kenneth Landry (sous la dir. de), Questions d’histoire littéraire. Mélanges offerts à Maurice Lemire, Québec, Nuit blanche, coll. « Littératures », no 6, 1996, p. 293-300.  (ISBN 2921053551)
- « Le théâtre de Réjean Ducharme », Études françaises, vol. 6, n° 2, 1970, p. 131-157 (lire en ligne).
- « Des nouvelles d’un “auteur nouveau” : La vie réelle dans l’œuvre de Gilles Marcotte », Études françaises, vol. 33, no 1, printemps 1997, p. 69-93.  (ISSN 0014-2085)  (ISBN 2-7606-2304-1)
- « Rodolphe Duguay, “paysan“ de Montréal et de Paris (1908-1927) », Liberté, no 231, juin 1997, p. 43-63.  (ISSN 0024-2020)
- « Canadian Essay (French) », dans Tracy Chevalier (sous la dir. de), Encyclopedia of the Essay, Londres et Chicago, Fitzroy Dearborn Publishers, 1997, p. 147-150. (Avec Benoît Melançon)  (ISBN 1-884964-30-3)
- « Événements : de la poésie québécoise », Voix et images, no 71, hiver 1999, p. 247-263.  (ISSN 0318-9201)
- « Parisianismes », Liberté, no 242, avril 1999, p. 118-124.  (ISSN 0024-2020)
- « Visages dans la foule, dans la nuit », Liberté, no 244, août 1999, p. 154-172.  (ISSN 0024-2020)
- « Les derniers écrits (ou “parlés”) de Pierre Perrault », Liberté, no 246, décembre 1999, p. 84-92.  (ISSN 0024-2020)
- « Entrées pour un dictionnaire (vraiment) littéraire », Liberté, no 260, mai 2003, p. 104-117.  (ISSN 0024-2020)
- « Mourir en beauté : proses de Claude Mathieu », dans Pierre Berthiaume et Christian Vandendorpe (sous la dir. de), La passion des lettres. Études de littérature médiévale et québécoise en hommage à Yvan Lepage, Ottawa, Éditions David, coll. « Voix savantes », no 26, 2006, p. 249-261.  (ISBN 2-89597-064-5)
- « Le sens du soleil : géographie du voyage », dans Marie-Andrée Beaudet et Karim Larose (sous la dir. de), Le marcheur des Amériques. Mélanges offerts à Pierre Nepveu, Montréa, Université de Montréal, Département des littératures de langue française, coll. « Paragraphes », no 29, 2010, p. 119-131.  (ISBN 978-2-921447-22-5)  (ISSN 0843-5235)
- « La “rupture tranquille” de la Francophonie littéraire ontarienne », Études françaises, vol. 50, nos 1-2, 2014, p. 133-147 [lire en ligne]  (ISBN 978-2-7606-3440-4)  (ISSN 0014-2085).

## Distinctions
- 1981 - Prix Québec-Paris pour l’Anthologie de la poésie québécoise des origines à nos jours (avec Pierre Nepveu)
- 1986 - Bourse Killam
- 1987 - Prix André-Laurendeau
- 1987 - Membre de la Société royale du Canada
- 2005 - Prix de la revue Études françaises pour Plaisirs de la prose

## Sources
- Lettres québécoises, no 127, automne 2007 : dossier sur Laurent Mailhot.